# Century (musikgruppe)
Century er et tysk band, der har nærmest kultagtig status i Danmark. Gruppen er i dag (2008) aktiv under navnet Kleeblatt, hvilket gruppen også hed indtil 1977, hvor den vandt en tysk talentkonkurrence og dermed en pladekontrakt.
Gruppens første singler var "Saturday Lady" og "Highroad". Men det var gruppens tredje single, "The Face In The Mirror" (1979), som gik hen og blev deres største hit.
Sangen hittede stort i blandt andet Danmark, Norge og Sydafrika. I dag (2013) bliver sangen fortsat spillet meget på den danske radiokanal Radio Alfa, hvor sangen tilmed har været i top 5 ved adskillige udgaver af 'Alletiders top 500'. Denne hitliste-succes betød, at gruppen optrådte i Randers ved 'Radio Alfa Sommer Open Air 2007'.

## Ekstern Henvisning
- Century/Kleeblatt hjemmeside Arkiveret 22. januar 2022 hos  Wayback Machine
- Sangteksten til "Face In The Mirror" Arkiveret 22. januar 2009 hos  Wayback Machine